# Gérard Biard
Gérard Biard (nacido en 1959) es un periodista francés. Es el editor en jefe de la revista satírica de noticias francesa Charlie Hebdo.
Biard ha estado asociado con Charlie Hebdo desde 1992, cuando fue relanzada después de una pausa de diez años. Estaba en Londres para una conferencia cuando la oficina de Charlie Hebdo en París fue atacada en el ataque terrorista en enero de 2015.
En mayo de 2015, Biard y el crítico de cine Jean-Baptiste Thoret aceptaron el premio PEN / Toni y James C. Goodale Freedom of Expression Courage Award en nombre de Charlie Hebdo.
Biard está firmemente a favor de la secularidad. En octubre de 2014 participó en una conferencia de la organización feminista francesa Regards de femmes sobre el tema. Es fundador y portavoz de Zéromacho, una organización de hombres «contra la prostitución y por la igualdad».